# پژو ۲۰۶ اس‌دی
پژو ۲۰۶ اس‌دی، (به انگلیسی: Peugeot 206 SD)، معروف به پژو ۲۰۶ صندوقدار، که اس‌دی مخفف‌ کلمه‌ سدان، یکی از مدل‌های پژو تولیدشده در ایران توسط شرکت ایران خودرو است که بر پایه‌ی مدل پژو ۲۰۶ طراحی شده است.این خودرو حاصل همکاری شرکت پژو فرانسه و ایران خودرو بوده و برای نخستین بار در سال ۱۳۸۵ وارد بازار شد.

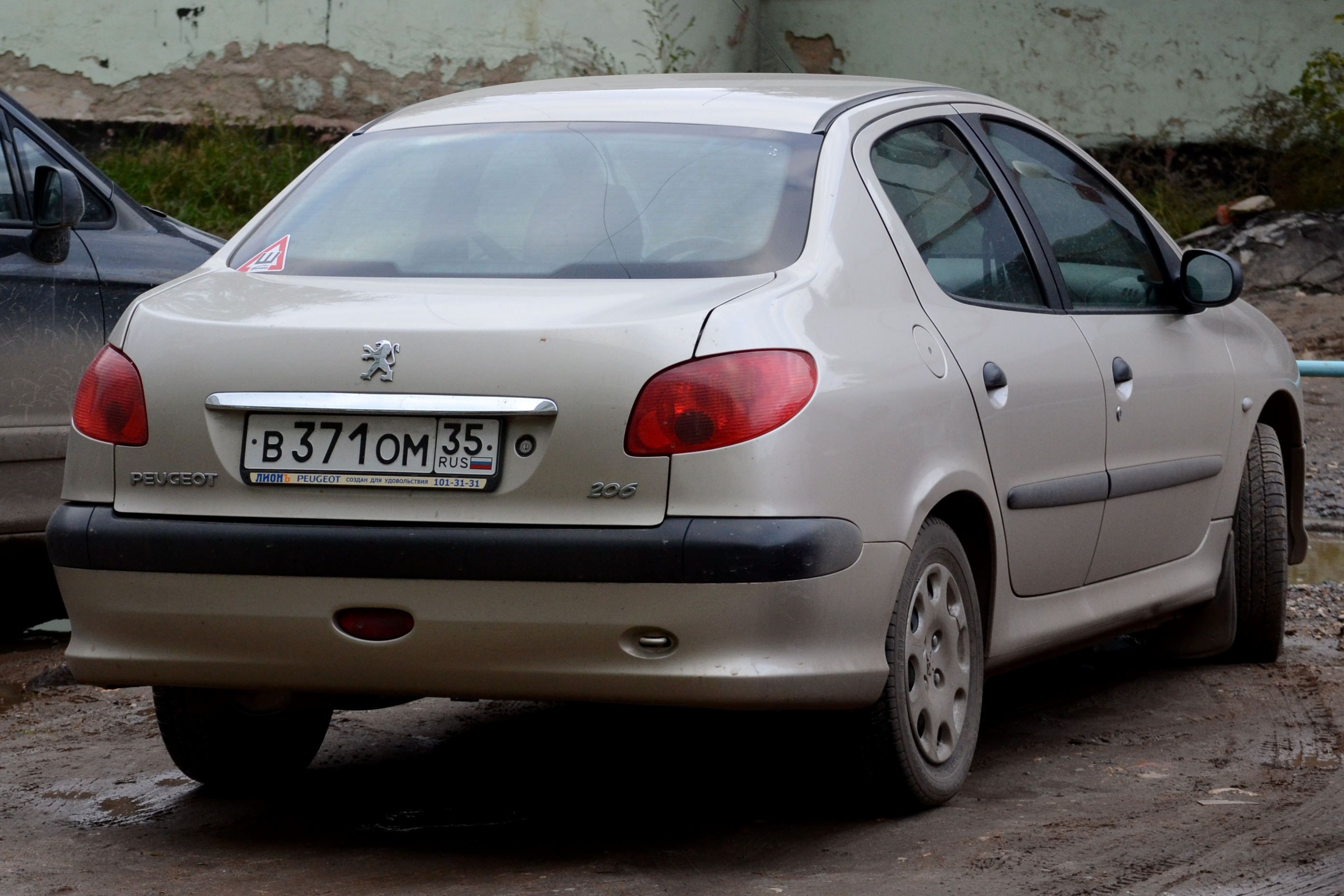

پژو ۲۰۶ اس‌دی تنها در ایران تولید شده و یکی از نمونه‌های بومی‌سازی‌شده‌ی پلتفرم پژو ۲۰۶ محسوب می‌شود.

## تاریخچه
در اوایل دهه ۸۰ شمسی، ایران خودرو به‌دنبال گسترش تنوع محصولات خود و پاسخ به نیاز بازار داخلی به خودروهای سدان اقتصادی بود. پژو ۲۰۶ که در آن زمان یکی از موفق‌ترین محصولات ایران‌خودرو بود، تنها به‌صورت هاچ‌بک در دسترس بود. با همکاری مهندسان ایرانی و مشاوره از شرکت پژو، پروژه‌ی طراحی نسخه‌ی صندوقدار این خودرو آغاز شد. در سال ۱۳۸۵، پژو ۲۰۶ اس‌دی با مدل‌های وی‌۱ تا وی‌۹ روانه بازار شد. این خودرو با موفقیت قابل توجهی در بازار ایران روبه‌رو شد.

## طراحی
طراحی پژو ۲۰۶ اس‌دی بر پایه‌ی پلتفرم مشترک پژو ۲۰۶ انجام شده، اما با افزودن صندوق‌عقب، ساختار کلی بدنه به حالت سدان تبدیل شده است. این خودروی ۴ در، با طول ۴۱۸۸ میلی‌متر، عرض ۱۶۵۵ میلی‌متر و ارتفاع ۱۴۵۲ میلی‌متر است. این خودرو طراحی خارجی نسبتاً هماهنگی دارد، هرچند از منظر منتقدان طراحی عقب آن کمی نامتوازن و ترکیبی به‌نظر می‌رسد. فضای صندوق عقب حدود ۴۰۰ لیتر است که نسبت به نسخه هاچ‌بک افزایش قابل توجهی داشته است.

## مشخصات فنی
این خودرو به یک پیشرانه‌ی تی‌یو‌فایو با حجم ۱.۶ لیتر مجهز است که دارای چهار سیلندر خطی و ۱۶ سوپاپ می‌باشد. حداکثر توان تولیدی این موتور ۱۰۵ اسب‌بخار در ۵۸۰۰ دور در دقیقه است و گشتاور آن به ۱۴۲ نیوتن‌متر در ۴۰۰۰ دور در دقیقه می‌رسد. انتقال قدرت از طریق گیربکس ۵ دنده‌ی دستی انجام می‌شود، اما در برخی نسخه‌های محدود، ۴ دنده‌ی اتوماتیک نیز ارائه شده است. این خودرو دارای سیستم محرک جلو بوده و مصرف سوخت ترکیبی آن در حدود ۶.۵ لیتر در هر ۱۰۰ کیلومتر است. شتاب صفر تا صد آن حدود ۱۱.۶ ثانیه برآورد می‌شود. در بخش ترمز، سیستم دیسکی در جلو و کاسه‌ای در عقب به همراه فناوری‌های ای‌بی‌اس و ئی‌بی‌دی مورد استفاده قرار گرفته‌اند. سیستم تعلیق جلو از نوع مک‌فرسون و سیستم تعلیق عقب از نوع پیچشی است. همچنین این خودرو در نسخه‌های جدیدتر خود موفق به دریافت استاندارد آلایندگی یورو ۴ شده است.

## تیپ‌ها و نسخه‌ها
پژو ۲۰۶ صندوقدار در تیپ‌های مختلفی با نام‌های وی۱ تا وی۹ به بازار عرضه شده است. تیپ‌های وی۱ تا وی۴ عمدتاً نسخه‌های اقتصادی این خودرو محسوب می‌شوند که با امکانات پایه و موتورهای ضعیف‌تری مانند پیشرانه‌ی تی‌یو‌تری با حجم ۱.۴ لیتر تولید شده‌اند. در مقابل، نسخه‌های بالاتر یعنی وی۸ و وی۹ از تجهیزات و امکانات بیشتری بهره می‌برند. از جمله ویژگی‌های این تیپ‌ها می‌توان به دو ایربگ برای راننده و سرنشین، سیستم تهویه نیمه‌اتوماتیک، شیشه‌ها و آینه‌های برقی، رینگ‌های آلومینیومی و سیستم صوتی مجهز به درگاه یواس‌بی و پخش‌کننده‌ی سی‌دی اشاره کرد. همچنین مدل وی۹ تنها نسخه‌ی اتومات این خودرو به شمار می‌آید که با گیربکس ۴ دنده‌ی ای‌ال۴ به بازار عرضه شده است.

## ایمنی
پژو ۲۰۶ صندوقدار از نظر ایمنی ساختاری مشابه نسخه‌ی هاچ‌بک خود دارد و بدنه‌ی آن با استفاده از مواد مقاوم و مهندسی‌شده برای جذب ضربه طراحی شده است. برخی از مدل‌های این خودرو به تجهیزات ایمنی متعددی مجهز هستند که شامل ترمز ای‌بی‌اس، توزیع الکترونیکی نیروی ترمز ئی‌بی‌دی، دو کیسه هوا برای راننده و سرنشین در تیپ‌های بالاتر و کمربند ایمنی پیش‌کشنده می‌شود. اگرچه این خودرو فاقد تست تصادف مستقل جهانی است، اما در برخی ارزیابی‌های داخلی توانسته عملکرد نسبتاً قابل قبولی از خود نشان دهد.

## بازار و فروش
پژو ۲۰۶ صندوقدار در بازار ایران به یکی از پرطرفدارترین خودروهای سدان کوچک تبدیل شد. قیمت مناسب، هزینه نگهداری پایین، دسترسی آسان به قطعات و مصرف سوخت اقتصادی از دلایل اصلی موفقیت این خودرو بوده‌اند. همچنین به‌علت محبوبیت و تیراژ بالا، این خودرو بازار دست دوم فعالی دارد.

## مزایا و معایب
پژو ۲۰۶ صندوقدار دارای چندین نقطه قوت است که آن را به گزینه‌ای محبوب در میان خودروهای شهری تبدیل کرده است. طراحی جمع‌وجور آن، این خودرو را برای رانندگی در فضاهای شهری و شلوغ بسیار مناسب کرده است. مصرف سوخت پایین نیز از دیگر مزایای آن به شمار می‌رود، که در کنار موتور تی‌یوفایو با عملکرد مطلوب و دسترسی آسان به قطعات یدکی، به کارایی و صرفه‌جویی اقتصادی کمک می‌کند. همچنین بازار فروش گسترده و خدمات پس از فروش مناسب از دیگر عواملی هستند که موجب استقبال گسترده از این خودرو در میان خریداران شده‌اند. این خودرو دارای چند نقطه ضعف نیز هست که باید مورد توجه قرار گیرد. فضای کابین عقب محدود بوده و ممکن است برای سرنشینان کمی تنگ به نظر برسد. کیفیت مونتاژ در نسخه‌های مختلف خودرو متغیر است و این موضوع می‌تواند بر تجربه کلی رانندگی تأثیرگذار باشد. همچنین، فقدان تجهیزات ایمنی پیشرفته‌ای مانند ای‌اس‌پی و تی‌سی‌اس از دیگر نقاط ضعفی است که این مدل با آن مواجه است.

## توقف تولید
پژو ۲۰۶ اس‌دی که در سال ۱۳۸۵ وارد بازار شد، تولید برخی تیپ‌های این خودرو در سال‌های مختلف متوقف شد. ایران‌خودرو از سال ۱۳۹۹ به‌تدریج تمرکز بیشتری روی محصولات جدیدتر مانند پژو ۲۰۷ صندوقدار و تارا گذاشت. با این حال، تولید نسخه‌هایی از ۲۰۶ اس‌دی تا سال ۱۴۰۲ ادامه یافت و همچنان در بازار خودروهای کارکرده جایگاه پررنگی دارد.

## صادرات
پژو ۲۰۶ صندوقدار یکی از معدود خودروهای طراحی‌شده در ایران است که توانسته به بازارهای خارجی نیز راه پیدا کند. این خودرو در کشورهایی مانند روسیه، عراق، مصر، ونزوئلا، الجزایر، برخی از کشورهای آسیای مرکزی و برخی کشورهای آمریکای جنوبی به‌عنوان یک گزینه اقتصادی عرضه شده است. با این حال، در بیشتر این بازارها تولید یا واردات پژو ۲۰۶ صندوقدار متوقف شده است.

## در فرهنگ عامه
پژو ۲۰۶ اس‌دی به دلیل تولید بالا، قیمت مناسب و تعمیرپذیری، تبدیل به یکی از گزینه‌های اصلی خانواده‌های ایرانی، رانندگان تاکسی، و حتی جوانان شد. این خودرو به‌نوعی یک «خودروی ملی با طراحی بین‌المللی» تلقی می‌شود.